# 고창군수
고창군수는 전북특별자치도 고창군의 군수이다.

## 같이 보기
- 고창군수 선거